# Apolinary Kowalski
Apolinary Antoni Kowalski (ur. 6 czerwca 1948) – polski brydżysta, World Grand Master oraz Seniors International Master (WBF), European Grand Master w kategorii Open i Seniorów (EBL), Arcymistrz Światowy (PZBS), odznaczony złotą odznaką PZBS (1991) zawodnik drużyny KURT-ROYCE Poznań.
W młodości reprezentował Polskę na arenie międzynarodowej w pływaniu, w brydża nauczył się grać na jednym z obozów szkoleniowych.
W 2020 odznaczony Srebrnym Krzyżem Zasługi.

## Wyniki brydżowe

### Rozgrywki krajowe
W rozgrywkach krajowych zdobywał następujące lokaty:
| Drużynowe mistrzostwa Polski | Drużynowe mistrzostwa Polski | Drużynowe mistrzostwa Polski |
| Sezon                        | Drużyna                      | Pozycja                      |
| ---------------------------- | ---------------------------- | ---------------------------- |
| 2013/14                      | RAL Poznań                   | 4                            |
| 2007/08                      | Praterm Warszawa             | 3                            |
| 2005/06                      | Praterm Warszawa             | 3                            |
| 2004/05                      | Praterm Warszawa             | 3                            |
| 2003/04                      | Praterm Warszawa             | 3                            |
| 2002                         | Relpol-Praterm Warszawa      | 1                            |
| 2001                         | Relpol Warszawa              | 1                            |
| 1996                         | UNTS Warszawa                | 1                            |
| 1995                         | UNTS Warszawa                | 3                            |
| 1994                         | UNTS Warszawa                | 1                            |
| 1992/93                      | UNTS Warszawa                | 1                            |
| 1990/91                      | UNTS Warszawa                | 3                            |
| 1984/85                      | Budowlani Poznań             | 2                            |
| 1983/84                      | Budowlani Poznań             | 1                            |
| 1982/83                      | Budowlani Poznań             | 2                            |
| 1978/79                      | Warszawianka                 | 2                            |
| 1978                         | Warszawianka                 | 2                            |

| Mistrzostwa Polski par | Mistrzostwa Polski par | Mistrzostwa Polski par  | Mistrzostwa Polski par |
| Rok                    | Kategoria              | Partner                 | Pozycja                |
| ---------------------- | ---------------------- | ----------------------- | ---------------------- |
| 2011                   | Open                   | Julian Klukowski        | 2                      |
| 2006                   | Open                   | Piotr Tuszyński         | 1                      |
| 2004                   | Miksty                 | Ewa Miszewska           | 1                      |
| 2003                   | Seniorzy               | Mirosław Miłaszewski    | 1                      |
| 2001                   | Open IMP               | Piotr Tuszyński         | 1                      |
| 2001                   | Open                   | Piotr Tuszyński         | 3                      |
| 1995                   | Open                   | Jacek Romański          | 1                      |
| 1994                   | Open                   | Jacek Romański          | 2                      |
| 1991                   | Miksty                 | Mirosława Międzychodzka | 1                      |
| 1988                   | Open                   | Lesław Stadnicki        | 3                      |
| 1983                   | Open                   | Lesław Stadnicki        | 3                      |
| 1982                   | Open                   | Lesław Stadnicki        | 3                      |
| 1979                   | Miksty                 | Jolanta Przeorowska     | 1                      |

| Mistrzostwa Polski teamów | Mistrzostwa Polski teamów | Mistrzostwa Polski teamów | Mistrzostwa Polski teamów |
| Rok                       | Typ                       | Kategoria                 | Pozycja                   |
| ------------------------- | ------------------------- | ------------------------- | ------------------------- |
| 2012                      | Patton                    | Open                      | 3                         |
| 2012                      | Otwarte                   | Open                      | 2                         |
| 2000                      | IMP                       | Open                      | 2                         |
| 1999                      | IMP                       | Open                      | 1                         |
| 1996                      | IMP                       | Open                      | 2                         |
| 1995                      | IMP                       | Open                      | 1                         |
| 1993                      | IMP                       | Open                      | 1                         |
| 1983                      | IMP                       | Open                      | 2                         |

| Puchar Polski | Puchar Polski | Puchar Polski |
| Rok           | Drużyna       | Pozycja       |
| ------------- | ------------- | ------------- |
| 1979          | Warszawianka  | 1             |

### Olimpiady
W olimpiadach uzyskał następujące rezultaty:
| Olimpiady brydżowe. Zawody teamów | Olimpiady brydżowe. Zawody teamów | Olimpiady brydżowe. Zawody teamów    | Olimpiady brydżowe. Zawody teamów | Olimpiady brydżowe. Zawody teamów | Olimpiady brydżowe. Zawody teamów |
| Rok                               | Miejsce                           | Zawody                               | Kategoria                         | Drużyna                           | Pozycja                           |
| --------------------------------- | --------------------------------- | ------------------------------------ | --------------------------------- | --------------------------------- | --------------------------------- |
| 2012                              | Lille                             | 2. Olimpiada Sportów Umysłowych      | Seniorzy                          | Poland                            | 5                                 |
| 2008                              | Pekin                             | 1 Światowe Zawody Sportów Umysłowych | Seniorzy                          | Poland                            | 9                                 |
| 2004                              | Stambuł                           | 12 Olimpiada Teamów                  | Open                              | Poland                            | 17                                |
| 1998                              | Lozanna                           | 1 Mistrzostwa o Wielką Nagrodę MKOL  | Open                              | Poland                            | 5                                 |
| 1992                              | Salsomaggiore                     | 5 Olimpiada Teamów                   | Open                              | Poland                            | 5                                 |

### Zawody światowe
W światowych zawodach zdobył następujące lokaty:
| Mistrzostwa Świata. Konkurencja teamów | Mistrzostwa Świata. Konkurencja teamów | Mistrzostwa Świata. Konkurencja teamów | Mistrzostwa Świata. Konkurencja teamów | Mistrzostwa Świata. Konkurencja teamów | Mistrzostwa Świata. Konkurencja teamów |
| Rok                                    | Miejsce                                | Zawody                                 | Kategoria                              | Drużyna                                | Pozycja                                |
| -------------------------------------- | -------------------------------------- | -------------------------------------- | -------------------------------------- | -------------------------------------- | -------------------------------------- |
| 2014                                   | Sanya                                  | 14. Seria Mistrzostw Świata            | Seniorzy                               | Milner                                 | 1                                      |
| 2013                                   | Nusa Dua                               | 41. Mistrzostwa Świata Teamów          | Seniorzy                               | Poland                                 | 3                                      |
| 2011                                   | Veldhoven                              | 40 Mistrzostwa Świata Teamów           | Seniorzy                               | Poland                                 | 3                                      |
| 2010                                   | Filadelfia                             | 13 Seria Mistrzostw Świata             | Seniorzy                               | Pri Investments                        | 24                                     |
| 2009                                   | São Paulo                              | 39 Mistrzostwa Świata Teamów           | Seniorzy                               | Poland                                 | 2                                      |
| 2007                                   | Szanghaj                               | 38 Mistrzostwa Świata Teamów           | Trans                                  | Rossarski                              | 41                                     |
| 2006                                   | Werona                                 | 12 Mistrzostwa Świata                  | Open                                   | Strul                                  | 33                                     |
| 2003                                   | Monte Carlo                            | 36 Mistrzostwa Świata Teamów           | Tran                                   | Miroglio                               | 21                                     |
| 2002                                   | Montreal                               | 11 Mistrzostwa Świata                  | Open                                   | Kowalski                               | 5                                      |
| 2001                                   | Paryż                                  | 35 Mistrzostwa Świata Teamów           | Trans                                  | Kowalski                               | 4                                      |
| 2000                                   | Southampton                            | 34 Mistrzostwa Świata Teamów           | Open                                   | Poland                                 | 5                                      |
| 1998                                   | Lille                                  | 10 Mistrzostwa Świata                  | Open                                   | Kowalski                               | 33                                     |
| 1997                                   | Hammamet                               | 33 Mistrzostwa Świata Teamów           | Trans                                  | Balicki                                | 32                                     |
| 1997                                   | Hammamet                               | 33 Mistrzostwa Świata Teamów           | Open                                   | Poland                                 | 6                                      |
| 1996                                   | Rodos                                  | 1 Mistrzostwa Świata Teamów Mikstowych | Miksty                                 | Kowalski                               | 57                                     |
| 1994                                   | Albuquerque                            | 9 Mistrzostwa Świata                   | Open                                   | Połeć                                  | 33                                     |
| 1986                                   | Miami Beach                            | 7 Mistrzostwa Świata                   | Open                                   | Klukowski                              | 23                                     |
| 1982                                   | Biarritz                               | 6 Mistrzostwa Świata                   | Open                                   | Kowalski                               | 45                                     |

| Mistrzostwa Świata. Konkurencja par | Mistrzostwa Świata. Konkurencja par | Mistrzostwa Świata. Konkurencja par | Mistrzostwa Świata. Konkurencja par | Mistrzostwa Świata. Konkurencja par | Mistrzostwa Świata. Konkurencja par |
| Rok                                 | Miejsce                             | Zawody                              | Kategoria                           | Partner                             | Pozycja                             |
| ----------------------------------- | ----------------------------------- | ----------------------------------- | ----------------------------------- | ----------------------------------- | ----------------------------------- |
| 2014                                | Sanya                               | 14. Seria Mistrzostw Świata         | Seniorzy                            | Jacek Romański                      | 3                                   |
| 2010                                | Filadelfia                          | 13 Mistrzostwa Świata               | Seniorzy                            | Ahmed Hussein                       | 35                                  |
| 2010                                | Filadelfia                          | 13 Mistrzostwa Świata               | Miksty                              | Susie Miller                        | 157                                 |
| 2010                                | Filadelfia                          | 13 Mistrzostwa Świata               | Open IMP                            | Ahmed Hussein                       | 19                                  |
| 2006                                | Werona                              | 12 Mistrzostwa Świata               | Miksty                              | Ewa Miszewska                       | 59                                  |
| 2006                                | Werona                              | 12 Mistrzostwa Świata               | Open                                | Piotr Tuszyński                     | 63                                  |
| 2002                                | Montreal                            | 11 Mistrzostwa Świata               | Open                                | Piotr Tuszyński                     | 14                                  |
| 1998                                | Lille                               | 10 Mistrzostwa Świata               | Miksty                              | Danuta Hocheker                     | 173                                 |
| 1998                                | Lille                               | 10 Mistrzostwa Świata               | Open                                | Jacek Romański                      | 31                                  |
| 1994                                | Albuquerque                         | 9 Mistrzostwa Świata                | Miksty                              | Danuta Hocheker                     | 1                                   |
| 1994                                | Albuquerque                         | 9 Mistrzostwa Świata                | Open                                | Jacek Romański                      | 4                                   |
| 1990                                | Genewa                              | 8 Mistrzostwa Świata                | Open                                | Piotr Tuszyński                     | 38                                  |
| 1982                                | Biarritz                            | 2 Mistrzostwa Świata                | Open                                | Lesław Stadnicki                    | 34                                  |

| Mistrzostwa Świata. Konkurencja indywidualna | Mistrzostwa Świata. Konkurencja indywidualna | Mistrzostwa Świata. Konkurencja indywidualna | Mistrzostwa Świata. Konkurencja indywidualna | Mistrzostwa Świata. Konkurencja indywidualna | Mistrzostwa Świata. Konkurencja indywidualna |
| Rok                                          | Miejsce                                      | Zawody                                       | Kategoria                                    | Pozycja                                      |                                              |
| -------------------------------------------- | -------------------------------------------- | -------------------------------------------- | -------------------------------------------- | -------------------------------------------- | -------------------------------------------- |
| 2004                                         | Werona                                       | 6 Indywidualne Mistrzostwa Świata            | Open                                         | 35                                           |                                              |
| 2000                                         | Ateny                                        | 5 Indywidualne Mistrzostwa Świata            | Open                                         | 12                                           |                                              |
| 1998                                         | Ajaccio                                      | 4 Indywidualne Mistrzostwa Świata            | Open                                         | 2                                            |                                              |
| 1996                                         | Paryż                                        | 3 Indywidualne Mistrzostwa Świata            | Open                                         | 51                                           |                                              |

### Zawody europejskie
W europejskich zawodach zdobył następujące lokaty:
| Zawody europejskie. Konkurencja teamów | Zawody europejskie. Konkurencja teamów | Zawody europejskie. Konkurencja teamów | Zawody europejskie. Konkurencja teamów | Zawody europejskie. Konkurencja teamów | Zawody europejskie. Konkurencja teamów |
| Rok                                    | Miejsce                                | Zawody                                 | Kategoria                              | Drużyna                                | Pozycja                                |
| -------------------------------------- | -------------------------------------- | -------------------------------------- | -------------------------------------- | -------------------------------------- | -------------------------------------- |
| 2013                                   | Ostenda                                | 6. Otwarte Mistrzostwa Europy          | Miksty                                 | Vytas                                  | 54                                     |
| 2013                                   | Ostenda                                | 6. Otwarte Mistrzostwa Europy          | Seniorzy                               | Doctor Poland                          | 11                                     |
| 2012                                   | Dublin                                 | 51 Mistrzostwa Europy Teamów           | Seniorzy                               | Poland                                 | 2                                      |
| 2010                                   | Ostenda                                | 50 Mistrzostwa Europy Teamów           | Seniorzy                               | Poland                                 | 1                                      |
| 2009                                   | San Remo                               | 4 Otwarte Mistrzostwa Europy           | Seniorzy                               | Miroglio                               | 1                                      |
| 2008                                   | Pau                                    | 49 Mistrzostwa Europy Teamów           | Seniorzy                               | Poland                                 | 4                                      |
| 2007                                   | Antalya                                | 3 Otwarte Mistrzostwa Europy           | Miksty                                 | Milner                                 | 17                                     |
| 2007                                   | Antalya                                | 3 Otwarte Mistrzostwa Europy           | Open                                   | Miroglio                               | 65                                     |
| 2006                                   | Warszawa                               | 48 Mistrzostwa Europy Teamów           | Open                                   | Poland                                 | 6                                      |
| 2005                                   | Teneryfa                               | 2 Otwarte Mistrzostwa Europy           | Miksty                                 | Kowalski                               | 17                                     |
| 2005                                   | Teneryfa                               | 2 Otwarte Mistrzostwa Europy           | Open                                   | Miroglio                               | 2                                      |
| 2004                                   | Malmö                                  | 47 Mistrzostwa Europy Teamów           | Open                                   | Poland                                 | 3                                      |
| 2003                                   | Mentona                                | 1 Otwarte Mistrzostwa Europy           | Miksty                                 | Russo                                  | 19                                     |
| 2003                                   | Mentona                                | 1 Otwarte Mistrzostwa Europy           | Open                                   | Miroglio                               | 3                                      |
| 2002                                   | Warszawa                               | 1 Puchar Europy Teamów                 | Open                                   | Poland                                 | 7                                      |
| 2002                                   | Ostenda                                | 7 Mistrzostwa Europy Mikstów           | Miksty                                 | Bonori                                 | 27                                     |
| 2000                                   | Bellaria                               | 6 Mistrzostwa Europy Mikstów           | Miksty                                 | Kowalski                               | 24                                     |
| 1999                                   | Malta                                  | 44 Mistrzostwa Europy Teamów           | Open                                   | Poland                                 | 6                                      |
| 1998                                   | Akwizgran                              | 5 Mistrzostwa Europy Mikstów           | Miksty                                 | Kowalski                               | 46                                     |
| 1997                                   | Montecatini                            | 43 Mistrzostwa Europy Teamów           | Open                                   | Poland                                 | 2                                      |
| 1996                                   | Monte Carlo                            | 4 Mistrzostwa Europy Mikstów           | Miksty                                 | Kowalski                               | 4                                      |
| 1995                                   | Vilamoura                              | 42 Mistrzostwa Europy Teamów           | Open                                   | Poland                                 | 5                                      |
| 1992                                   | Ostenda                                | 2 Mistrzostwa Europy Mikstów           | Miksty                                 | Tuszyński                              | 22                                     |

| Zawody europejskie. Konkurencja par | Zawody europejskie. Konkurencja par | Zawody europejskie. Konkurencja par | Zawody europejskie. Konkurencja par | Zawody europejskie. Konkurencja par | Zawody europejskie. Konkurencja par |
| Rok                                 | Miejsce                             | Zawody                              | Kategoria                           | Partner                             | Pozycja                             |
| ----------------------------------- | ----------------------------------- | ----------------------------------- | ----------------------------------- | ----------------------------------- | ----------------------------------- |
| 2013                                | Ostenda                             | 6. Otwarte Mistrzostwa Europy       | Miksty                              | Ewa Miszewska                       | 17                                  |
| 2013                                | Ostenda                             | 6. Otwarte Mistrzostwa Europy       | Seniorzy                            | Jurek Czyzowicz                     | 14                                  |
| 2009                                | San Remo                            | 4 Otwarte Mistrzostwa Europy        | Seniorzy                            | Giulio Bongiovanni                  | 4                                   |
| 2007                                | Antalya                             | 3 Otwarte Mistrzostwa Europy        | Miksty                              | Ewa Miszewska                       | 38                                  |
| 2007                                | Antalya                             | 3 Otwarte Mistrzostwa Europy        | Open                                | Piotr Tuszyński                     | 65                                  |
| 2005                                | Teneryfa                            | 2 Otwarte Mistrzostwa Europy        | Mikst                               | Ewa Miszewska                       | 67                                  |
| 2005                                | Teneryfa                            | 2 Otwarte Mistrzostwa Europy        | Open                                | Piotr Tuszyński                     | 1                                   |
| 2003                                | Mentona                             | 1 Otwarte Mistrzostwa Europy        | Mikst                               | Biancastella Russo                  | 214                                 |
| 2003                                | Mentona                             | 1 Otwarte Mistrzostwa Europy        | Open                                | Remi Maari                          | 104                                 |
| 2002                                | Ostenda                             | 7 Mistrzostwa Europy Mikstów        | Mikst                               | Ewa Banaszkiewicz                   | 138                                 |
| 2001                                | Sorrento                            | 11 Mistrzostwa Europy Par           | Open                                | Jacek Romański                      | 9                                   |
| 2000                                | Bellaria                            | 6 Mistrzostwa Europy Mikstów        | Mikst                               | Ewa Banaszkiewicz                   | 6                                   |
| 1999                                | Warszawa                            | 10 Mistrzostwa Europy Par           | Open                                | Jacek Romański                      | 3                                   |
| 1998                                | Akwizgran                           | 5 Mistrzostwa Europy Mikstów        | Mikst                               | Danuta Hocheker                     | 5                                   |
| 1997                                | Haga                                | 9 Mistrzostwa Europy Par            | Open                                | Jacek Romański                      | 8                                   |
| 1996                                | Monte Carlo                         | 4 Mistrzostwa Europy Mikstów        | Mikst                               | Danuta Hocheker                     | 140                                 |
| 1993                                | Bielefeld                           | 7 Mistrzostwa Europy Par            | Open                                | Jacek Romański                      | 26                                  |
| 1992                                | Ostenda                             | 2 Mistrzostwa Europy Mikstów        | Mikst                               | Mirosława Międzychocka              | 67                                  |
| 1991                                | Montecatini                         | 6 Mistrzostwa Europy Par            | Open                                | Piotr Tuszyński                     | 14                                  |
| 1989                                | Salsomaggiore                       | 5 Mistrzostwa Europy Par            | Open                                | Lesław Stadnicki                    | 7                                   |
| 1987                                | Paryż                               | 4 Mistrzostwa Europy Par            | Open                                | Lesław Stadnicki                    | 29                                  |